# Cachela Boane
Cachela Boane (ur. 28 grudnia 1972 w Maputo) – mozambicki piłkarz grający na pozycji napastnika. W swojej karierze rozegrał 14 meczów i strzelił 1 gola w reprezentacji Mozambiku.

## Kariera klubowa
W swojej karierze piłkarskiej Boane grał w klubie CD Maxaquene, CD Costa do Sol i Ferroviário Maputo.

## Kariera reprezentacyjna
W reprezentacji Mozambiku Boane zadebiutował 25 czerwca 1991 w zremisowanym 1:1 towarzyskim meczu z Botswaną. W 1996 roku powołano go do kadry na Puchar Narodów Afryki 1996. Na tym turnieju rozegrał jeden mecz grupowy z Ghaną (0:2). Od 1991 do 1997 rozegrał w kadrze narodowej 14 meczów i strzelił 1 gola.